# Hipposideros breviceps
Hipposideros breviceps (Tate, 1941) è un pipistrello della famiglia degli Ipposideridi endemico di una delle Isole Mentawai.

## Descrizione

### Dimensioni
Pipistrello di piccole dimensioni, con la lunghezza della testa e del corpo di 42 mm, la lunghezza dell'avambraccio di 43 mm, la lunghezza della coda di 23 mm, la lunghezza del piede di 7 mm, la lunghezza delle orecchie di 15 mm.

### Aspetto
Le parti superiori sono bruno-nerastre, con la base dei peli bianco-grigiastra, mentre le parti ventrali sono grigio-brunastre chiare, con la base dei peli più chiara. Le membrane alari e le orecchie sono nerastre. La foglia nasale è piccola e fornita di due fogliette supplementari su ogni lato, la più esterna delle quali è ridotta. La coda è lunga e si estende leggermente oltre l'ampio uropatagio.

## Biologia

### Comportamento
Si rifugia all'interno di grotte in gruppi.

### Alimentazione
Si nutre di insetti.

## Distribuzione e habitat
Questa specie è conosciuta soltanto da 35 esemplari catturati nel 1935 sull'isola di Pagai del nord, nelle Isole Mentawai, lungo le coste occidentali di Sumatra ed ora conservati presso l'American Museum of Natural History di New York.
Vive nelle foreste.

## Conservazione
La IUCN Red List, considerato che questa specie è conosciuta soltanto attraverso un individuo catturato più di 60 anni fa e non sono note informazioni circa il suo effettivo areale e le dimensioni della popolazione, classifica H.breviceps come specie con dati insufficienti (DD).